# William Holden
William Franklin Beedle jr. (O'Fallon (Illinois), 17 april 1918 – Santa Monica (Californië), 16 november 1981) was een Amerikaans acteur.
Holden speelde in meer dan 70 producties en maakte in 1938 zijn speelfilmdebuut met een rolletje in de Prison Farm.
Holden groeide op in een rijk gezin, dat naar Pasadena verhuisde toen Holden drie was. Zijn vader was een industrieel chemicus en zijn moeder lerares. In 1937, terwijl hij nog chemie studeerde aan Pasadena Junior College, werd hij door Paramount gecontracteerd voor een film. Zijn eerste hoofdrol, als een jongeman die maar niet kan kiezen tussen viool spelen en boksen, speelde hij in de film Golden Boy uit 1939. Sindsdien werd hij veelvuldig gecast als de 'boy-next-door'.
Na de Tweede Wereldoorlog, waarin Holden ook diende, kreeg hij twee zeer belangrijke rollen. Hij speelde gigolo Joe Gillis in Sunset Blvd. (1950) en een leraar in Born Yesterday (1950). Zijn Oscar-winnende rol was die van een cynische sergeant in Stalag 17 (1953). Gedurende de jaren 50 bleef Holden populair, mede dankzij films als Picnic. In zijn latere jaren was hij mede-eigenaar van de Mount Kenya Safari Club en verdeelde zijn tijd tussen Afrika en Zwitserland.
Zijn laatste film stamt uit 1981 en heet S.O.B.
Hij trouwde op 12 juni 1941 met actrice Brenda Marshall, van wie hij in 1971 scheidde. Ze kregen twee kinderen, geboren in 1943 (Peter) en 1946 (Scott). Holden had tevens een dochter, Virginia, uit een vorig huwelijk. Virginia was geen kind van Holden, maar hij adopteerde haar wel.
Holden was goed bevriend met collega-acteur Ronald Reagan. In 1952 waren hij en zijn vrouw getuige op het huwelijk van Reagan en Nancy Davis. Belangstelling voor politiek had hij echter niet.
Holden overleed door een hoofdwond, veroorzaakt door een val. Holden had te veel gedronken en bleef na zijn val nog zeker een half uur bij bewustzijn. Hij besefte niet dat hij een ambulance moest bellen, anders had hij het zeker overleefd.
Het krantenartikel over zijn overlijden is verwerkt in de song Tom's Diner van Suzanne Vega.

## Filmografie
- Prison Farm (1938) - Gevangene (Niet op aftiteling)
- Million Dollar Legs (1939) - Geslaagde (Niet op aftiteling)
- Golden Boy (1939) - Joe Bonaparte
- Invisible Stripes (1939) - Tim Taylor
- Our Town (1940) - George Gibbs
- Those Were the Days! (1940) - P.J. 'Petey' Simmons
- Arizona (1940) - Peter Muncie
- I Wanted Wings (1941) - Al Ludlow
- Texas (1941) - Dan Thomas
- The Fleet's In (1942) - Casey Kirby
- The Remarkable Andrew (1942) - Andrew Long
- Meet the Stewarts (1942) - Michael Stewart
- Young and Willing (1943) - Norman Reese
- Blaze of Noon (1947) - Colin McDonald
- Dear Ruth (1947) - Lt. William Seacroft
- The Man from Colorado (1948) - Capt. Del Stewart
- Rachel and the Stranger (1948) - David Harvey
- Apartment for Peggy (1948) - Jason
- The Dark Past (1948) - Al Walker
- Streets of Laredo (1949) - Jim Dawkins
- Miss Grant Takes Richmond (1949) - Dick Richmond
- Dear Wife (1949) - Bill Seacroft
- Father Is a Bachelor (1950) - Johnny Rutledge
- Sunset Blvd. (1950) - Joe Gillis
- Union Station (1950) - Det. Lt. William Calhoun
- Born Yesterday (1950) - Paul Verrall
- Force of Arms (1951) - Sgt. Joe 'Pete' Peterson
- Submarine Command (1951) - Lt. Cmdr. Ken White
- Boots Malone (1952) - Boots Malone
- The Turning Point (1952) - Jerry McKibbon
- Stalag 17 (1953) - Sefton
- The Moon Is Blue (1953) - Donald Gresham
- Forever Female (1953) - Stanley Krown
- Escape from Fort Bravo (1953) - Capt. Roper
- Die Jungfrau auf dem Dach (1953) - Toerist
- Executive Suite (1954) - McDonald Walling
- Sabrina (1954) - David Larrabee
- Master Swordsman (1954) - Verteller (in de originele VS-versie, niet op aftiteling)
- The Country Girl (1954) - Bernie Dodd
- The Bridges at Toko-Ri (1954) - Lt. Harry Brubaker
- Love Is a Many-Splendored Thing (1955) - Mark Elliott
- Picnic (1955) - Hal Carter
- The Proud and Profane (1956) - Lt. Col. Colin Black
- Toward the Unknown (1956) - Maj. Lincoln Bond
- The Bridge on the River Kwai (1957) - Cmdr. Shears
- The Key (1958) - Capt. David Ross
- The Horse Soldiers (1958) - Maj. Henry 'Hank' Kendall (regimentsdokter)
- The World of Suzie Wong (1960) - Robert Lomax
- Satan Never Sleeps (1962) - Father O'Banion
- The Counterfeit Traitor (1962) - Eric Erickson
- The Lion (1962) - Robert Hayward
- Paris - When It Sizzles (1964) - Richard Benson/Rick
- The 7th Dawn (1964) - Ferris
- Alvarez Kelly (1966) - Alvarez Kelly
- Casino Royale (1967) - Ransome
- The Devil's Brigade (1968) - Lt. Col. Robert T. Frederick
- The Wild Bunch (1969) - Pike Bishop
- L'Arbre de Noël (1969) - Laurent Ségur
- Wild Rovers (1971) - Ross Bodine
- The Revengers (1972) - John Benedict
- The Blue Knight (Televisiefilm, 1973) - Bumper Morgan
- Breezy (1973) - Frank Harmon
- Open Season (1974) - Wolkowski
- The Towering Inferno (1974) - James Duncan
- 21 Hours at Munich (Televisiefilm, 1976) - Politiechef Manfred Schreiber
- Network (1976) - Max Schumacher
- Fedora (1978) - Barry 'Dutch' Detweiler
- Damien: Omen II (1978) - Richard Thorn
- Escape to Athena (1979) - Gevangene die een sigaar rookt in het gevangenenkamp (Niet op aftiteling)
- Ashanti (1979) - Jim Sandell
- When Time Ran Out... (1980) - Shelby Gilmore
- The Earthling (1980) - Patrick Foley
- S.O.B. (1981) - Tim Culley